# باتنه، الجزایر
باتنه یکی از شهرهای کشور الجزایر است که در شمال شرق این کشور واقع شده و مرکز استان باتنه است.